# Ordbogen.com
Ordbogen A/S er et online sprogteknologifirma, som ligger i Odense, Danmark.
Ordbogen A/S driver ordbogshjemmesiderne Ordbogen.com og Lemma.com samt uddannelsesresursen Grammatip.com om grammatik og stavning og Educas.com. Ordbogen.com, Grammatip.com og Educas.com er tiltænkt det danske marked, hvorimod Lemma.com er rettet mod det internationale marked. Pr. 2016 har firmaet over 100 ansatte, som taler 20 forskellige sprog. Firmaet er kåret som en Gazellevirksomhed 6 år i træk i 2008-2013.

## Historie og udvikling

### Oprindelse
I 2001 stiftede Michael Walther, Bjarni Norddahl, Thomas Thomsen og Jacob Hatt firmaet Cool Systems ApS.
Det tilhørende website coolsms.dk blev til et af de største websites i Danmark på det tidspunkt med 266,000 besøg om dagen. Websitet gav folk mulighed for at sende SMS-beskeder online til en billigere rate end telefonselskabernes normale pris. Kort tid efter coolsms.dk blev lanceret, forlod Thomas Thomsen og Jacob Hatt firmaet. I 2003 skiftede de resterende stiftere, Michael Walther og Bjarni Norddahl, firmanavnet fra Cool Systems ApS til Ordbogen ApS, og senere blev det konverteret til et aktieselskab - Ordbogen A/S. 2003 var også året, hvor Ordbogen A/S udgav Ordbogen.com - det første abonnementsbaserede ordbogswebsite i Danmark, som gav let adgang til dansk-engelsk/engelsk-danske ordbøger af høj kvalitet, redigeret af Jørgen Rohde, oversætter og redaktør.
I 2005 erstattede firmaet den tidligere ordbog med en ny, som var skræddersyet til netbrug, og denne var firmaets første egenproducerede ordbog. Samme år blev Ordbogen også strategiske partner med Center for Leksikografi på Aarhus Universitet med det formål at publicere ordbogen Den Danske Netordbog.
Et år senere i 2006 udgav Ordbogen A/S sin anden tosprogede og egenproducerede ordbog, dansk-tysk/tysk-dansk.

### 2008-2013
I denne periode modtog Ordbogen Børsens Gazellepris seks år i træk. I 2010 opkøbte Ordbogen det netbaserede grammatikundervisningssystem Grammatip, og samme år indgik de i endnu et strategisk partnerskab med forlaget JP/Politikens Hus, efterfulgt af Dansk Sprognævn i 2011.
I 2012 blev Grammatip fusioneret med Ordbogen A/S, og den online uddannelsesplatform Educas blev lanceret.
2012 var også året, hvor Ordbogen indgik strategiske partnerskaber med Oxford Dictionaries og de tyske forlag Duden Schulbuch og Cornelsen Verlag, mens 2013 var året, hvor de begyndte arbejdet på Lemma.com.

### Siden 2013
I 2016 blev personalet udvidet markant, og Ordbogen udvidede til det internationale marked gennem udviklingen af en international version af Ordbogen.com, websitet Lemma.com.
I 2022 blev Gyldendals ordbogsaktiviteter købt af Ordbogen.

## Produkter

### Ordbogen.com
Ordbogen beskriver Ordbogen.com som det største ordbogswebsite i Danmark med over 100 ordbøger. Appen Ordbogen Online tilbyder de samme services som websitet.

### Grammatip.com
Grammatip er et online undervisningsmiddel, til at undervise i dansk, engelsk, tysk og fransk grammatik og stavning i de danske folke-, privat- og friskoler, men også for voksne og udlændinge. Det er et dynamisk produkt, da nye opgaver bliver tilføjet hver uge. Brugere har mulighed for at foreslå ændringer og redigeringer, som Grammatip så inkorporerer, når der skabes nye kategorier og øvelser. Grammatip indeholder desuden øvelser om dansk stavning, staveprøver, diktater og læseprøver.

### Educas.com
Educas er en webbaseret uddannelsesportal med tusindvis af øvelser for alle de obligatoriske fag og tværfaglige temaer i den danske folkeskole. Siden bliver opdateret dagligt med nye øvelser. Educas.com og Grammatip.com er begge webbaserede ressourcer, hvor opgaver tildeles og løses online. Educas giver lærerne muligheden for at bruge siden som en digital ”skoletavle”, og flere gange om året afholdes temauger, som kombinerer skolefag med aktuelle begivenheder. Opgaverne kan søges frem ved hjælp af “Fælles Mål”, Undervisningsministeriets officielle kompetencemål for de forskellige skolefag på  folkeskolens forskellige klassetrin.:

### Lemma.com
Lemma er den internationale version af Ordbogen.com. Hjemmesiden vil tilbyde ordbøger fra Ordbogen.com såvel som fra forlag som Oxford Duden, Duden Verlag, K Dictionaries og Cornelsen Verlag.

## Bedrifter
Ordbogen vandt Børsens Gazellepris 6 år i træk (2008, 2009, 2010, 2011, 2012 og 2013).
Ordbogen holdt Guinness-rekorden Thickest book unpublished for verdens største ordbog med en bog, som målte 4,62 m, og som var på 89.471 sider fra 2013 til 2021.. Bogen indholdt de 46 ordbøger, som var tilgængelige på www.ordbogen.com på daværende tidspunkt.